# Newsteadia biracemus
Newsteadia biracemus är en insektsart som beskrevs av Miller och Ferenc Kozár 2002. Newsteadia biracemus ingår i släktet Newsteadia och familjen vaxsköldlöss. Inga underarter finns listade i Catalogue of Life.